# Isuzu Panther
Crosswind, HiLander und Panther sind drei baugleiche Modelle des japanischen Herstellers Isuzu. 1990 wurden diese anhand der Lizenzen von Toyota erstmals gefertigt und entwickelten sich nach Marktverlusten im Heimatmarkt zu einem eigenständigen Modell. Die zweite, aktuelle Modellgeneration ist eine eigenständige Entwicklung von Isuzu.

## Erste Generation
Entwickelt wurde das MPV in seiner Ursprungsform bereits Ende der 1970er Jahre von der indonesischen Abteilung der Toyota Motor Corporation als Toyota Kijang. Mit der dritten Generation des Modells, das seit 1986 gebaut wird, gab es für das Modell auch außerhalb Indonesiens eine hohe Nachfrage. Für Toyota war es in Anbetracht dessen sehr einfach Unternehmen zu finden, die bereit waren das Modell als CKD-Bausatz in ihren Ländern zusammenzubauen und zu vermarkten. So wurde das Modell unter anderem auch als Toyota Venture (Südafrika) und/oder Toyota Zaice (Vietnam) bekannt. Aber auch für den japanischen Markt schien das MPV für Isuzu vielversprechend zu sein. So kaufte die Isuzu Motors Corporation 1989 die Lizenzen für die Produktion der Karosserie- und Fahrzeugteile. Die Motoren wollte Isuzu ebenfalls in eigener Produktion herstellen. So rollte im Herbst 1990 der erste Isuzu Panther vom Band und wurde auf dem japanischen Markt angeboten. Mit seinem kompakten Design wurde das Modell aber nur bei Händlern und Lieferanten ein Erfolg. Trotz alldem wurde die Produktion auch in Indonesien, den Philippinen sowie Thailand und Vietnam als direkter Konkurrent zum Toyota-Modell aufgenommen. Das Südafrika-Modell wurde aus Japan importiert. Dort stoppte die Produktion des Modells allerdings bereits 1994. Ein leichtes Lifting verschaffte dem HiLander eine neue Chance. Mit dem neuen Design wurde der Panther nun auch bei einigen Privatkunden interessant. Doch wie beim Vorgänger konnte sich auch dieses Modell aufgrund sinkenden Absatzes nur bis zum Frühjahr 2007 in Produktion halten. Auf den anderen Märkten hielt sich hingegen die erste Modellgeneration des Crosswind oder HiLander bis zum Sommer 2007 in Produktion. Toyota behielt sein Modell ebenfalls weitere Jahre unverändert in Produktion.

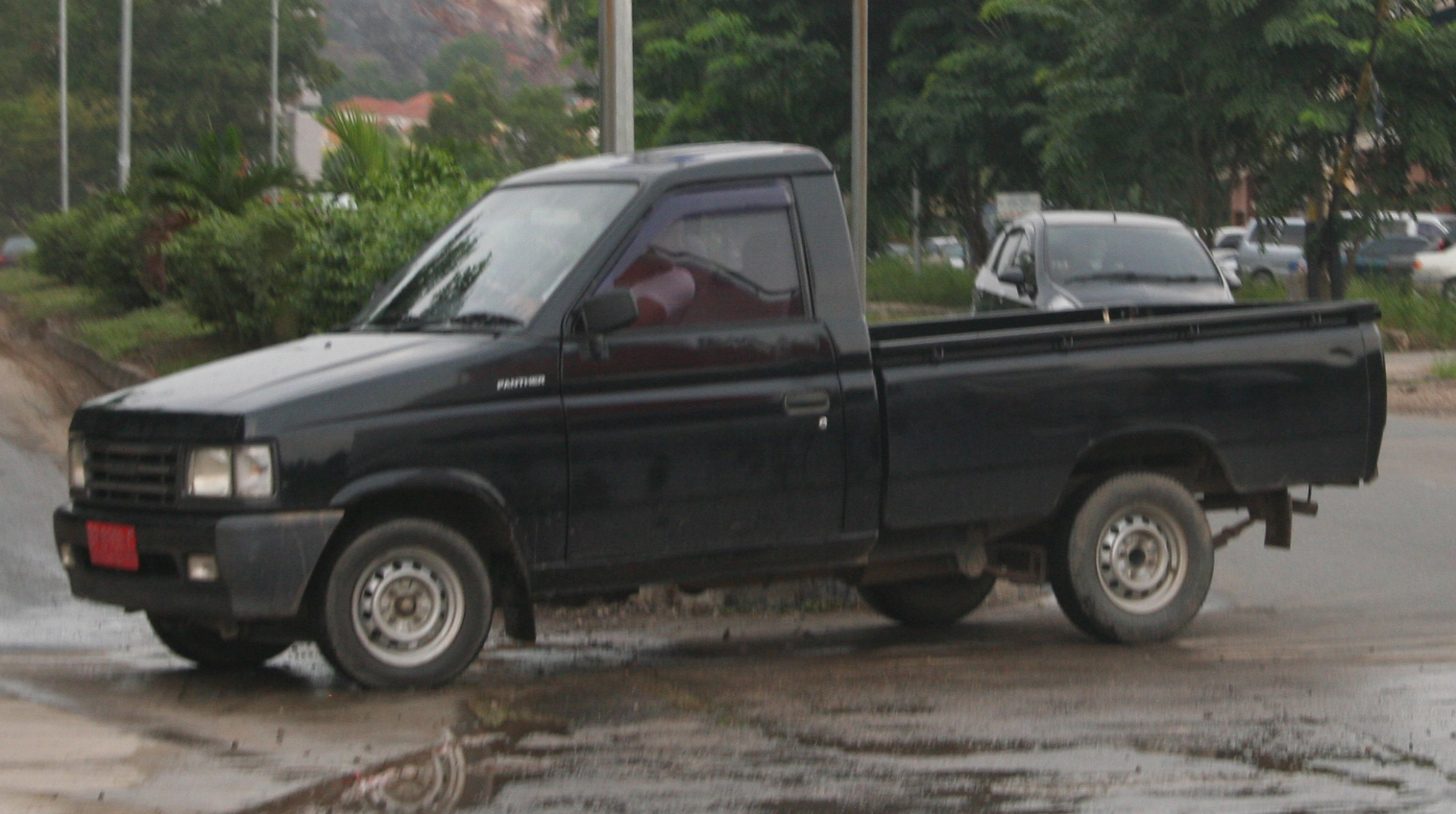
Isuzu Panther Pick-up

Als Isuzu Pick-up war er in Indonesien bis 2020 fast unverändert noch im Handel.

## Zweite Generation
Nach der Marktschlappe des Panther wurde das Modell nach einer Generalüberholung im Frühjahr 2001 in einer neuen Generation wiederbelebt. Da Toyota das Grundmodell nicht erneuerte und auch in Südafrika den Venture durch den Condor ersetzte, war Isuzu gezwungen ein eigenes Modell zu schaffen. Nach etwa vier Jahren Arbeit an der Anpassung des Designs an moderne Fahrzeuggestaltung wurde das neue Modell präsentiert. Aber auch diesmal wurde das japanische Modell, der Panther, ein Flop. Crosswind und HiLander hingegen wurden ein Erfolg und befinden sich noch heute in Serienproduktion. Der Panther wird auf Bestellung derzeit nur noch als Importmodell aus Indonesien angeliefert.
Zwischen 2002 und 2009 wurde der AUV in Russland angeboten. Dieser basierte ebenfalls auf dem Panther, wurde jedoch mit einer weit größeren Karosserieauswahl angeboten. Einige Jahre später wurden zur Produktion notwendige Lizenzen von General Motors erworben. Seither wurde das Modell auch als Chevrolet Tavera und Chevrolet Tavera Neo in Indien und Indonesien gebaut und angeboten.